# 乐平镇 (佛山市)
乐平镇，是中华人民共和国广东省佛山市三水区下辖的一个行政建制镇。
2019年中国百强乡镇第77名。乐平镇总面积192.01平方千米（2017年），下辖3个居委会、14个村委会、158条自然村，人口141865人（2017年）。

## 行政区划
乐平镇下辖以下地区：
乐平社区、范湖社区、南边社区、新旗村、乐平村、华布村、三溪村、念德村、黄塘村、保安村、源潭村、三江村、南联村、范湖村、大岗村、竹山村和湖岗村。

## 特产
乐平雪梨瓜：中国地理标志产品。

## 中国传统村落
2012年，大旗头村被评为首批“中国传统村落”。